# Pygostylia
Pygostylia – klad ptaków wyłoniony na podstawie obecności pygostylu. Klad ma nieustaloną pozycję taksonomiczną. Obejmuje:
- †Confuciusornithidae
- †Oviraptorosauria (jednak analiza kladystyczna Turnera z 2007 uważa przedstawicieli tego kladu za nieptasie dinozaury).
- Ornithothoraces